# Wenceslao Pareja y Pareja
Wenceslao Pareja y Pareja, (Guayaquil, 1 de septiembre de 1880 - Ibidem, 28 de febrero de 1947) fue un médico y poeta ecuatoriano, candidato al Premio Nobel.

## Biografía
Nació el 1 de septiembre de 1880, en Guayaquil, Ecuador. Sus padres fueron el peruano Enrique Pareja Garretoni, y la guayaquileña Susana Pareja y Pareja.
Sus primeros estudios los realizó en Guayaquil, hasta que tuvo que irse de la ciudad debido a la Revolución Liberal que estalló en 1895. Viajó a Lima, Perú, donde obtuvo el título de Bachiller en 1900. Cursó sus estudios de ciencias naturales durante dos años, y de medicina y cirugía durante siete años, en la Universidad de San Marcos, hasta 1908, cuando obtuvo su título de doctor.
Luego de terminar sus estudios en Perú, regresó a Guayaquil por un breve tiempo, hasta que viajó a Europa, para realizar durante un año, estudios más avanzados, en París, Francia. En su regreso a Guayaquil, presentó en el Primer Congreso Médico Ecuatoriano, sus trabajos más importantes sobre la Peste Bubónica en Guayaquil, la Fiebre Amarilla y varios otros que fueron producto de sus investigaciones y estudios.